# Ossi Oswalda

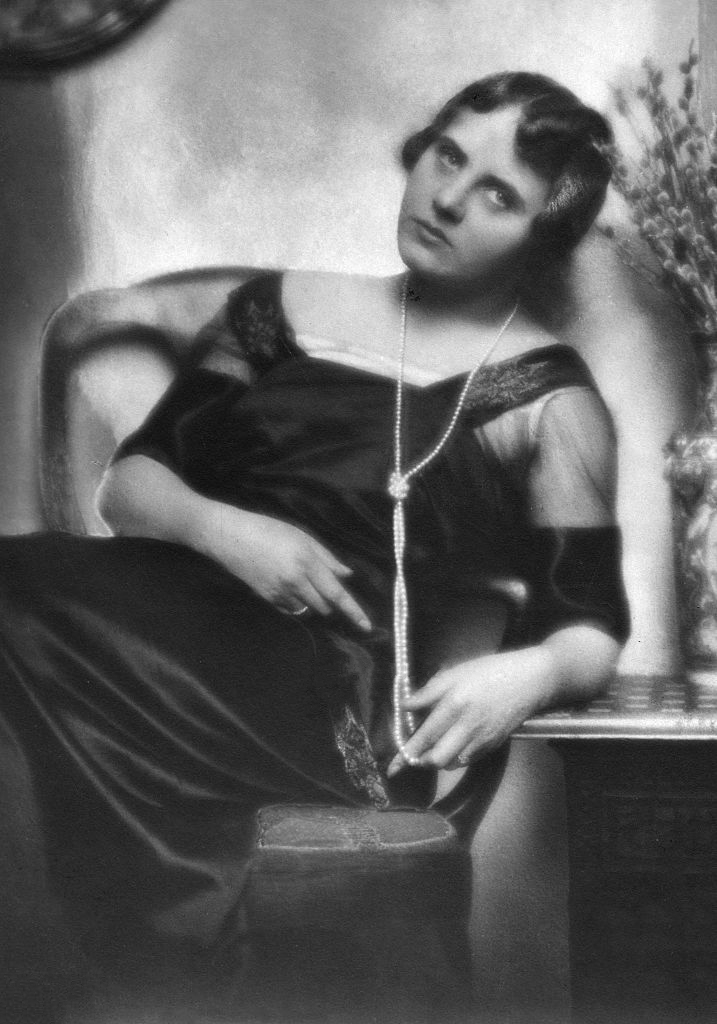
Ossi Oswalda.

Ossi Oswalda, född Oswalda Stäglich 2 februari 1899 i Niederschönhausen i nuvarande Berlin, död 1 januari 1948 i Prag, Tjeckoslovakien var en tysk skådespelare.

## Filmografi (urval)
- 1933 - Med levande last ombord
- 1925 - Herr Collins affärer i London